# Le Loup blanc (film, 2007)
Pour les articles homonymes, voir Loup blanc.
Pour plus de détails, voir Fiche technique et Distribution.
Le Loup blanc est un film français réalisé par Pierre-Luc Granjon et sorti en 2007.

## Fiche technique
- Titre : Le Loup blanc
- Réalisation : Pierre-Luc Granjon
- Scénario :Pierre-Luc Granjon
- Photographie : Sara Sponga
- Son : Loïc Burkhardt
- Mixage : Loïc Moniotte
- Montage : Nathalie Pat
- Musique : Timothée Jolly
- Production : Sacrebleu Productions
- Pays de production :  France
- Durée : 9 minutes
- Dates de sortie : 
  - 2007 (divers festivals)[1]
  - France : 22 septembre 2009[2]

## Distinctions
(Source : unifrance.org)

### Récompenses
- Prix Gras Savoye du producteur et du réalisateur de court métrage au Festival de Cannes 2007
- Prix spécial du jury au festival Cinanima (Portugal) 2007
- Prix spécial du jury compétition internationale / Mention spéciale du jury compétition internationale au festival Curtacinema (Brésil) 2007
- Prix du public compétition internationale au festival Animatou (Suisse) 2007

### Sélections
- Lutins du court métrage 2007
- Festival international du film de São Paulo 2007
- Festival international du film de Tbilissi 2007
- Festival de Cannes 2008 (programmation de l'ACID)[3]
- Festival international du film de Melbourne 2008
- Festival international du film d'animation d'Hiroshima